# Raphaël Wicky
Raphaël Wicky (* 26. dubna 1977) je švýcarský fotbalový trenér a bývalý fotbalista. V současné době je manažerem švýcarského superligového klubu BSC Young Boys. Byl to defenzivní záložník, který mohl hrát i v obraně a byl známý svým bojovným stylem.[ujasnit]

## Klubová kariéra
Narodil se v Leuggernu v kantonu Aargau, svou profesionální kariéru začal v FC Sion a poté hrál za Werder Brémy. Dne 25. ledna 2001 přestoupil do Atlética Madrid, tehdy hrajícího v Segunda División.
Po pouhých 11 zápasech ve Španělsku se 6. prosince 2001 vrátil do Bundesligy a podepsal smlouvu s Hamburger SV do konce sezóny s opcí na prodloužení do června 2005. Dne 23. srpna 2007 se vrátil do Sionu a podepsal zde tříletou smlouvu poté, co po zranění přišel v Hamburku o pozici v základní sestavě pod vedením manažera Huuba Stevense.
V únoru 2008 podepsal smlouvu s týmem Chivas USA, klubem z Los Angeles, který hrál Major League Soccer. Wicky debutoval jako náhradník v úvodním zápase sezóny proti FC Dallas 30. března. Jeho sezóna byla zkrácena kvůli zranění kotníku, ve své první sezóně v MLS odehrál pouze pět zápasů. V červenci 2008 podstoupil operaci a 15. září byl zařazen na seznam zraněných hráčů, kteří ukončili sezónu.
Dne 26. ledna 2009 klub Chivas USA oznámil, že s Wickym podepsal jednoletou smlouvu. O pět týdnů později, 3. března, oznámil svůj odchod z profesionálního fotbalu s odvoláním na "osobní důvody".

## Reprezentační kariéra
Na mezinárodní scéně byl Wicky součástí švýcarského národního týmu na Mistrovství Evropy ve fotbale 1996 a Mistrovství Evropy ve fotbale 2004 a také na Mistrovství světa ve fotbale 2006.
V 75 zápasech vstřelil jeden gól a 4. června 2005 otevřel výhru 3:1 nad Faerskými ostrovy v kvalifikaci na poslední z těchto turnajů.

### Reprezentační góly
| Gól | Datum          | Místo                                | Soupeř          | Skóre | Výsledek | Soutěž                                           |
| --- | -------------- | ------------------------------------ | --------------- | ----- | -------- | ------------------------------------------------ |
| 1.  | 4. června 2005 | Svangaskarð, Toftir, Faerské ostrovy | Faerské ostrovy | 1:0   | 3:1      | Kvalifikace na Mistrovství světa ve fotbale 2006 |

## Trenérská kariéra
Po odchodu do hráčského důchodu trénoval v roce 2009 mládežnické týmy FC Thun a o rok později Servette.
V roce 2013 přestoupil do mládežnických řad FC Basilej. Dne 21. dubna 2017 se stal manažerem prvního týmu, když nahradil Urse Fischera po změně v představenstvu. O několik dní později tým získal osmý ligový titul v řadě a 25. května vyhrál Švýcarský pohár vítězstvím 3:0 nad FC Sion na Stade de Genève. Dne 26. července 2018 byl propuštěn poté, co Basilej skončil na druhém místě v domácí lize a vypadl v semifinále poháru, a navíc špatně začal novou sezónu, když byl vyřazen PAOKEM Soluň ve 2. předkole Ligy mistrů.
Dne 8. března 2019 byl jmenován hlavním trenérem národního týmu Spojených států amerických do 17 let. Dne 27. prosince 2019 byl jmenován hlavním trenérem týmu Chicago Fire, který hraje Major League Soccer. V roce 2020 mu o jeden bod uniklo play-off MLS Cupu a 30. září 2021 byl propuštěn.
Dne 2. června 2022 byl oznámen jeho návrat do švýcarské Superligy, kdy se stal hlavním trenérem klubu BSC Young Boys.

## Trenérské statistiky
Platí k zápasu hranému 16. prosince 2023.
| Tým            | Země      | Od                | Do                | Záznam | Záznam | Záznam | Záznam | Záznam | Záznam | Záznam | Záznam  |
| Tým            | Země      | Od                | Do                | Z      | V      | R      | P      | VG     | OG     | GR     | % výher |
| -------------- | --------- | ----------------- | ----------------- | ------ | ------ | ------ | ------ | ------ | ------ | ------ | ------- |
| FC Basilej     | Švýcarsko | 3. června 2017    | 26. července 2018 | 51     | 29     | 9      | 13     | 94     | 54     | +40    | 56.86   |
| USA U17        | USA       | 8. března 2019    | 27. prosince 2019 | 17     | 9      | 2      | 6      | 39     | 27     | +12    | 52.94   |
| Chicago Fire   | USA       | 27. prosince 2019 | 29. září 2021     | 52     | 12     | 14     | 26     | 63     | 85     | −22    | 23.08   |
| BSC Young Boys | Švýcarsko | 2. června 2022    | Dodnes            | 77     | 48     | 18     | 11     | 178    | 67     | +111   | 62.34   |
| Celkově        | Celkově   | Celkově           | Celkově           | 197    | 98     | 43     | 56     | 372    | 233    | +139   | 49.75   |

## Úspěchy

### Hráčské
Sion
- Švýcarská Super League: 1996/97
- Švýcarský pohár: 1994/95, 1995–96, 1996/97

Werder Brémy
- DFB-Pokal: 1998/99; poražený finalista 1999/2000
- Poražený finalista DFL-Ligapokalu: 1999
- Pohár Intertoto: 1998

Hamburger SV
- DFL-Ligapokal: 2003
- Pohár Intertoto: 2005

### Trenérské
Young Boys
- Švýcarská Super League: 2022/23
- Švýcarský pohár: 2022/23